# Caundle Marsh
Caundle Marsh est une paroisse civile et un village du Dorset, en Angleterre.